# Servizio della morte
Servizio della morte (Smashing the Spy Ring) è un film del 1938 diretto da Christy Cabanne.
Vede come interpreti principali Ralph Bellamy e Fay Wray.

## Produzione
Le riprese del film durarono dal 10 al 26 ottobre 1938 con i titoli di lavorazione International Spy e Spy Ring.
Nel film, pur senza fare riferimento esplicito alla Germania che non viene mai nominata, tutte le spie hanno un accento tedesco e un aspetto che rimanda a caratteristiche germaniche.

## Distribuzione
Il copyright del film, richiesto dalla Columbia Pictures Corp. of California, Ltd., fu registrato il 7 dicembre 1938 con il numero LP8495. Distribuito dalla Columbia Pictures, il film uscì nelle sale cinematografiche statunitensi il 29 dicembre 1938 con il titolo inglese Smashing the Spy Ring.